# Ceropegia simoneae
Ceropegia simoneae är en oleanderväxtart som beskrevs av W. Rauh. Ceropegia simoneae ingår i släktet Ceropegia och familjen oleanderväxter. Inga underarter finns listade i Catalogue of Life.